# 赫姆斯山
赫姆斯山（英語：Mount Helms），是南極洲的山峰，位於埃爾斯沃思地，處於森普雷邦山和奧登堡山之間，屬於馬丁山的一部分，以無線電科學研究員命名，現時由南極條約體系管理。